# 영도유격대
영도유격대(영어: Yong-do Group)는 한국 전쟁 당시 부산광역시 영도 지금의 영도구 태종대에서 미국 중앙정보국 소속 "제8241부대"인 주한 합동 고문단(JACK)에서 조직한 유격대이다.
1951년 3월부터 1952년 12월까지 잠시 존재하였으며 당시 기밀로 취급하던 부대였으므로 "Y부대", "파라슈트 부대" 등의 여러 별명으로 불렀다. 약 1,200명의 대원중 900명이 전사하였다.
현재 영도유격대와 부대원들을 위한 국립현충원과 영도구 태종대에 기념, 추모비가 세워져 있다.

## 같이 보기
- KLO (첩보부대)
- 제8240부대
- 주한 유엔군 유격부대
- 주한 합동 고문단

## 참고 자료
- 윤병노 (2014년 6월 24일). “美 CIA 산하 ‘영도유격대’ 함경도까지 내집들듯”. 국방일보. 2023년 2월 15일에 원본 문서에서 보존된 문서. 2023년 2월 15일에 확인함.
- “특전사 모체인 ~ 영도유격대”. 인천체대 관우 합기도. 2016년 3월 4일에 원본 문서에서 보존된 문서. 2015년 10월 20일에 확인함.
- “한국전쟁의 유격전사” (PDF). 국방부 군사편찬연구소. 2015년 9월 24일에 원본 문서 (PDF)에서 보존된 문서. 2015년 10월 20일에 확인함.